# 阿希什·贾哈
阿希什·贾哈（Ashish Jha，1970年12月31日—），美国布朗大学公共健康学院院长，哈佛大学公共卫生学院教授、全球健康学院院长，其研究中心致力于改善健康护理的质量和成本，关注健康政策的影响。2020年新型冠状病毒疫情期间，中国共产党杂志《求是》对阿希什·贾哈的研究进行了曲解，试图给外界造成新冠病毒不是来自中国武汉的印象，该说法遭原作者的否认。